# Martina Grunert
Martina Grunert (Leipzig, República Democrática Alemana, 17 de mayo de 1949) es una nadadora retirada especializada en pruebas de estilo libre. Fue subcampeona olímpica de 4x100 metros libres en los Juegos Olímpicos de México 1968 y campeona de Europa en 100 metros libres en el año 1966 en 200 metros estilos durante en el 1970.

## Palmarés internacional
| Juegos Olímpicos               | Juegos Olímpicos           | Juegos Olímpicos | Juegos Olímpicos |
| Año                            | Lugar                      | Medalla          | Prueba           |
| ------------------------------ | -------------------------- | ---------------- | ---------------- |
| 1968                           | Ciudad de México ( México) | Medalla de plata | 4 × 100 m libre  |
| Campeonato Europeo de Natación |                            |                  |                  |
| Año                            | Lugar                      | Medalla          | Prueba           |
| 1966                           | Utrecht ( Países Bajos)    | Medalla de oro   | 100 m libres     |
| 1970                           | Barcelona ( España)        | Medalla de oro   | 200 m estilos    |